# Otto Sander

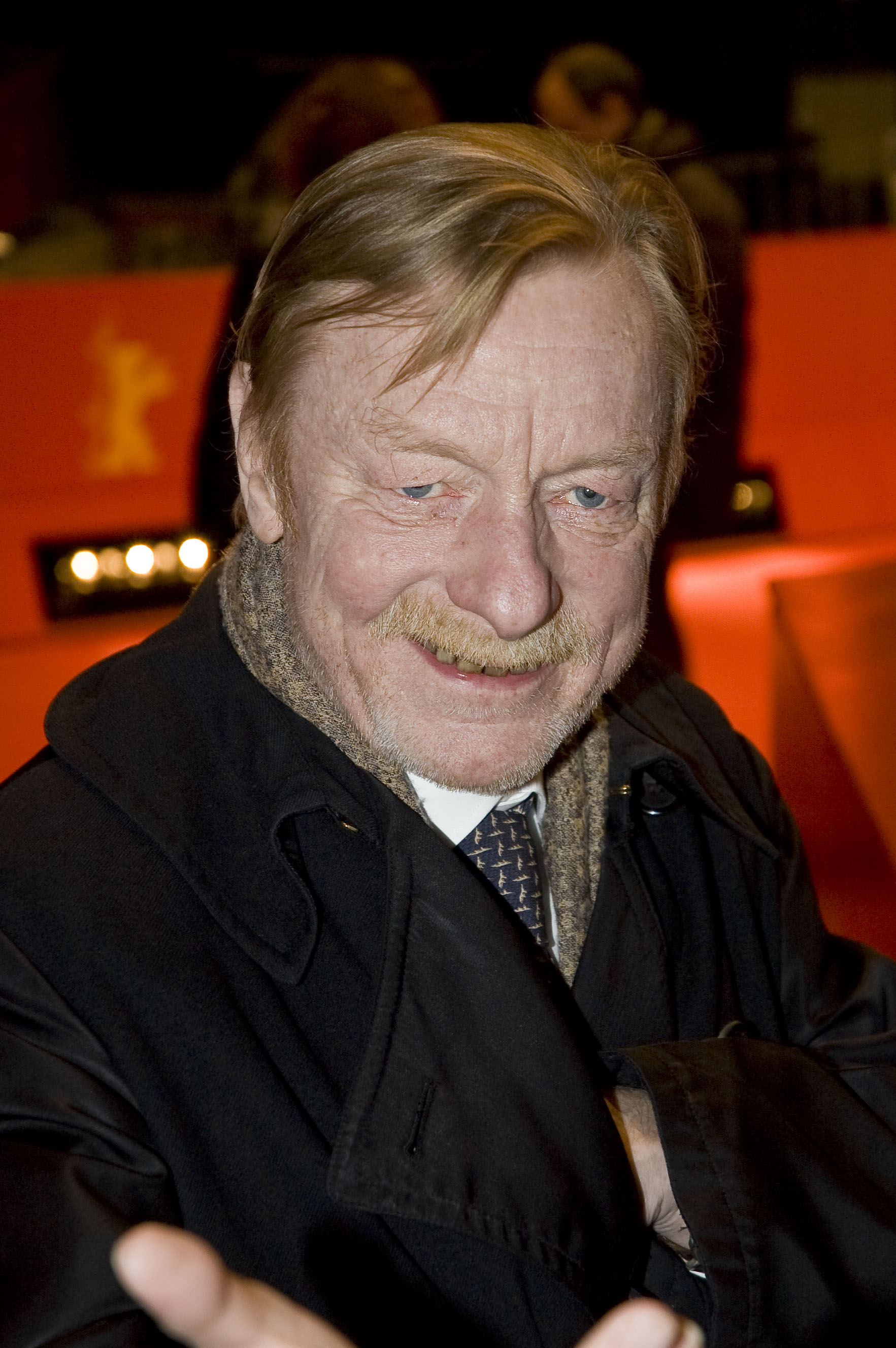
Otto Sander auf der Berlinale 2008

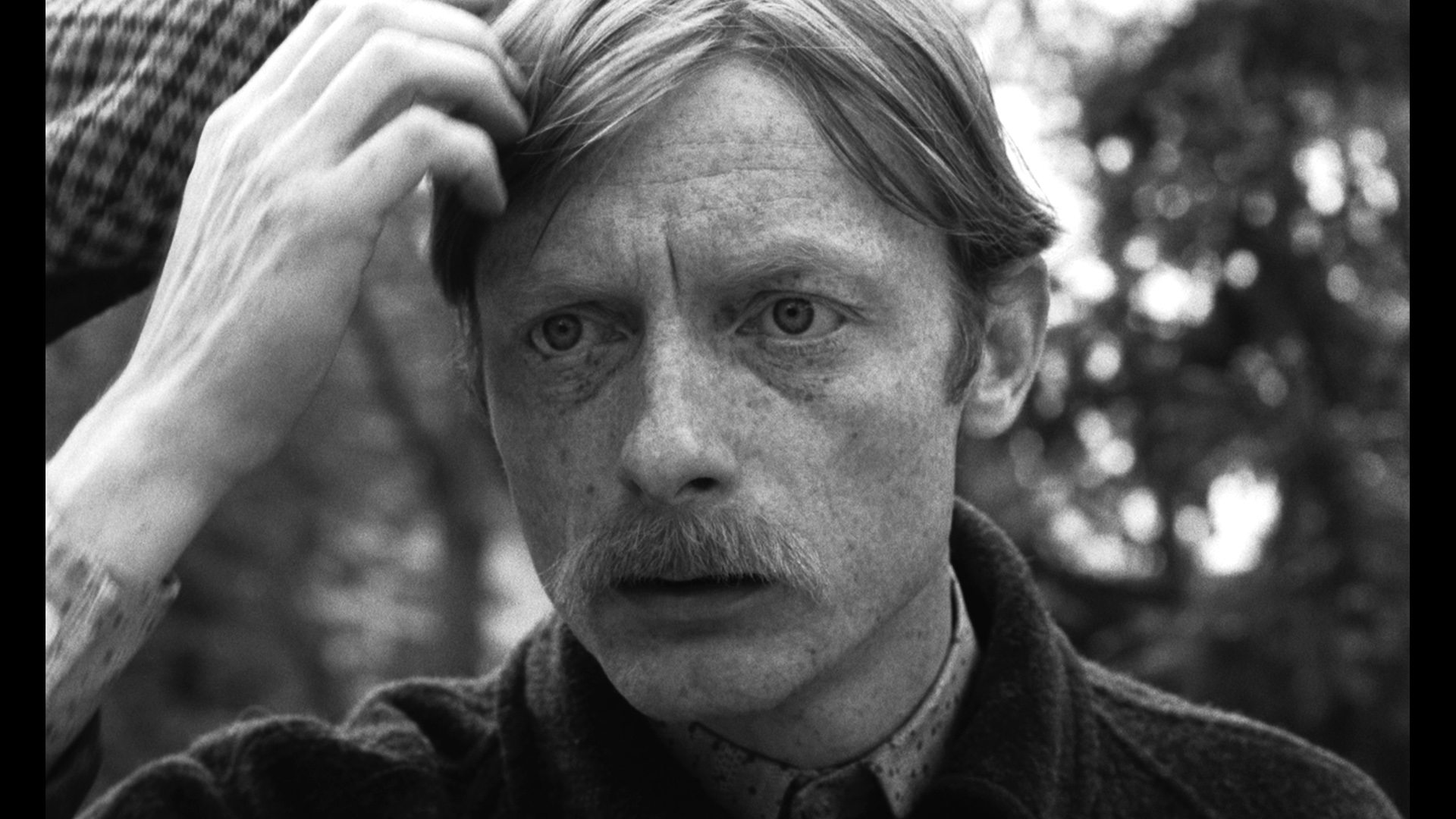
Otto Sander (1980) in der Rolle des Otto Trebert (Episode Rückwärts im Film Zum Beispiel Otto Spalt von René Perraudin)

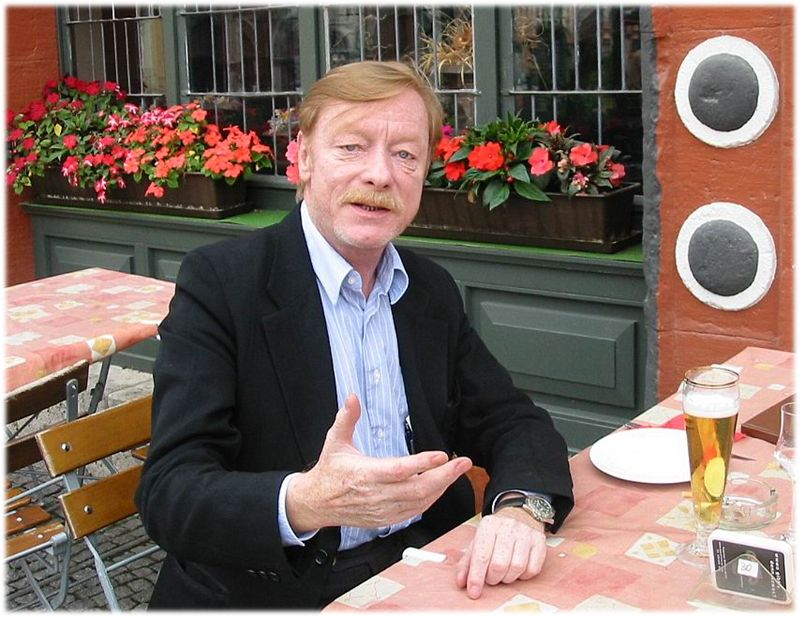
Otto Sander im August 2004 am Historischen Marktplatz in Weimar

Otto Sander (* 30. Juni 1941 in Hannover; † 12. September 2013 in Berlin) war ein deutscher Schauspieler, Synchron- und Hörspielsprecher.

## Leben
Otto Sander wurde als erstes von vier Kindern des Flottilleningenieurs und Marineoffiziers Otto Albert Wilhelm Gustav Sander und seiner Frau, der Lehrerin Marianne Eleonore, geb. König, in Hannover geboren. Er wuchs zusammen mit seinen zwei jüngeren Brüdern Adolf (* 1943) und Christian (* 1945) in Peine, in Oberbruch bei Aachen und in Kassel auf. Sanders Vater hatte eine leitende Position in der alten Spinnfaser, dem späteren Enka-Betrieb im Kasseler Stadtteil Bettenhausen. 1957 wurde Sanders Schwester Henriette geboren. Nach dem Abitur am altsprachlichen Friedrichsgymnasium in Kassel 1961 absolvierte er in den Jahren 1961/62 seinen Wehrdienst bei der Bundesmarine, welche er als Fähnrich zur See der Reserve verließ.

### Ausbildung und Arbeit am Theater
Mit dem ursprünglichen Ziel, Regisseur zu werden, studierte Sander an der Ludwig-Maximilians-Universität München von 1962 bis 1967 Theaterwissenschaft, Germanistik, Literaturwissenschaft, Kunstgeschichte und Philosophie. 1964 wechselte er an die Otto-Falckenberg-Schule, um Schauspielunterricht zu nehmen. 1965 wurde er jedoch der Schule verwiesen und vollendete seine dortige Ausbildung mit einer externen Abschlussprüfung.
Sein erstes Engagement erhielt Sander an den Kammerspielen in Düsseldorf, wo er 1965 debütierte. In den Jahren 1967/68 folgte ein Engagement am Theater der Stadt Heidelberg, ehe er 1968 von Claus Peymann an die Freie Volksbühne Berlin berufen wurde. Danach wurde er von Peter Stein an die 1970 gegründete Schaubühne am Halleschen Ufer geholt, wo er unter anderem mit Klaus Michael Grüber, Wilfried Minks und Luc Bondy zusammenarbeitete. Ab 1980 gastierte Sander in Berlin an unterschiedlichen Bühnen, so unter anderem 1981 am Schillertheater, 1985 an der Freien Volksbühne und 1989 an der Komödie am Kurfürstendamm. In den Jahren 2000 und 2001 spielte Otto Sander den Tod in Hugo von Hofmannsthals Jedermann bei den Salzburger Festspielen. 2003 gastierte im Rahmen der Wiener Festwochen am Burgtheater und war dort als König Theseus in Ödipus auf Kolonos von Sophokles (Übersetzung von Peter Handke) zu sehen, u. a. an der Seite von Bruno Ganz. Danach war Sander zum Beispiel 2004 als Hauptmann von Köpenick am Schauspielhaus Bochum zu sehen.
Neben seiner Arbeit als Schauspieler betätigte Sander sich zudem als Regisseur und stellte seine Inszenierungen, die teilweise in Zusammenarbeit mit anderen Regisseuren wie Wolf Redl und Peter Fitz entstanden, unter anderem an der Schaubühne am Halleschen Ufer (1975, 1977, 1982 und 1983) und am Schauspielhaus Zürich (1984/85) vor.
2006 erkrankte Sander erstmals an Krebs. Nachdem er dies überwunden hatte, kehrte Sander im Oktober 2007 auf die Theaterbühne zurück. Er spielte im Renaissance-Theater in Berlin Das letzte Band von Samuel Beckett und trat in Bochum in dem Stück Der Ignorant und der Wahnsinnige von Thomas Bernhard auf.

### Film und Fernsehen

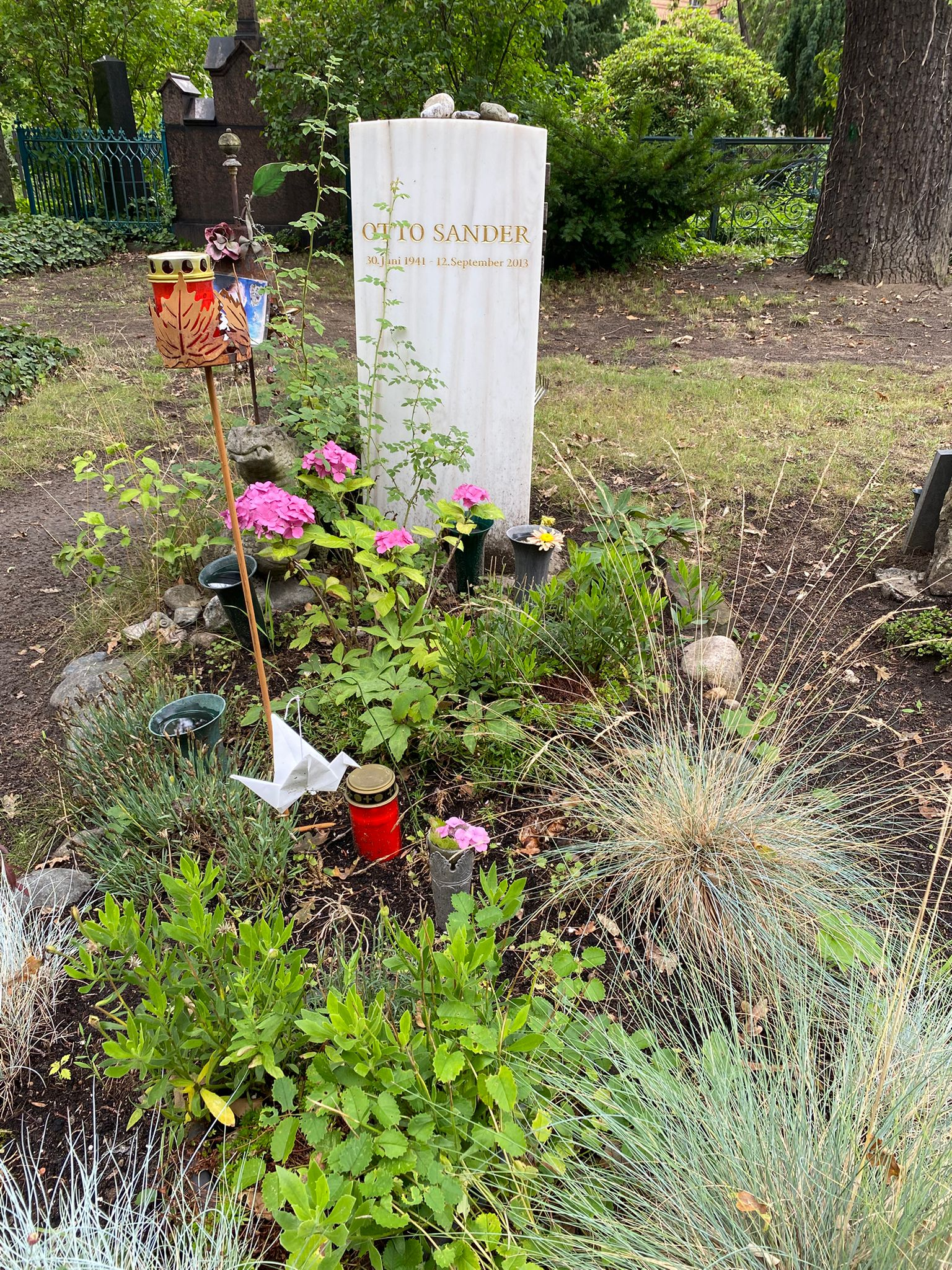
Grabstätte Dorotheenstädtischer Friedhof, 2025

Sander hatte 1964 in der Rolle eines Bauernsohns in Roland Klicks Kurzfilm Ludwig sein Filmdebüt. Danach folgten weitere Produktionen für Film und Fernsehen, so ist Sander unter anderem 1976 in Éric Rohmers Die Marquise von O. und 1979 in Die Blechtrommel von Volker Schlöndorff zu sehen. Zu seinen bekanntesten Filmrollen gehören die des Engels Cassiel in Der Himmel über Berlin von Wim Wenders, wo er an der Seite seines früheren Schaubühnenkollegen Bruno Ganz spielte, sowie in der Rolle des U-Boot-Kommandanten Kapitänleutnant Philipp Thomsen in Das Boot von Wolfgang Petersen, die ihn in Deutschland sehr populär machte.
Dank seiner warmen, kräftigen Stimme, die ihm den Beinamen The Voice einbrachte, wurde Sander sehr häufig als Sprecher für Fernsehdokumentationen, Hörbücher und Hörspiele sowie als Synchronsprecher eingesetzt. So lieh er unter anderem Dustin Hoffman (Tod eines Handlungsreisenden) und Ian McKellen (Richard III.) seine Stimme, sprach den Kommentar in der Oscar-gekrönten Arthur-Cohn-Produktion Ein Tag im September und war der Erzähler in den Filmen Das Parfum – Die Geschichte eines Mörders, Krabat sowie einigen Werner-Verfilmungen. Eindrucksvoll sind seine Lesungen der Essays von Michel de Montaigne.
In dem Film Der Einstein des Sex (1999) von Rosa von Praunheim spielt er zusammen mit seiner Frau Monika Hansen und seinen Stiefkindern Meret Becker und Ben Becker.

### Privates
Sander war seit 1971 mit der Schauspielerin Monika Hansen verheiratet und Stiefvater von Ben und Meret Becker. 2007 wurde Sanders Speiseröhrenkrebserkrankung bekannt. 2011 (bzw. im Herbst 2012) galt er zunächst als genesen, starb jedoch am 12. September 2013 im Alter von 72 Jahren in Berlin. Am 28. September wurde er auf dem Friedhof der Dorotheenstädtischen und Friedrichswerderschen Gemeinden (Grablage: Feld CK-3-22) beigesetzt. Das Grab befindet sich neben dem des Regisseurs Frank Beyer. Seine Stimme ist weiterhin jeden Abend als Begrüßungsansage in der Bar jeder Vernunft in Berlin zu hören.

## Soziales Engagement
Im Jahr 2004 engagierte er sich als Botschafter (genannt „Bootschafter“) für die Deutsche Gesellschaft zur Rettung Schiffbrüchiger (DGzRS). Der jährlich wechselnde Botschafter stellt sich in seiner Amtsperiode ehrenamtlich für Werbemaßnahmen der im Wesentlichen aus Spendengeldern finanzierten DGzRS zur Verfügung.
Sander war bis zu seinem Tod Mitglied der Else-Lasker-Schüler-Gesellschaft.

## Filmografie (Auswahl)
- 1964: Ludwig – Regie: Roland Klick (Kurzfilm)
- 1968: Aktenzeichen XY … ungelöst (Fernsehreihe, Sendung vom 2.8.1968)
- 1970: Nicht fummeln, Liebling
- 1974: Einer von uns beiden
- 1974: Meine Sorgen möcht’ ich haben – Regie: Wolf Gremm
- 1975: Lehmanns Erzählungen – Regie: Wolfgang Staudte
- 1976: Sommergäste
- 1976: Die Marquise von O.
- 1976: Vier gegen die Bank
- 1979: Ein Kapitel für sich
- 1979: Phantom – Regie: René Perraudin, Uwe Schrader (Kurzfilm)
- 1979: Die Blechtrommel
- 1979: Tatort – Mitternacht, oder kurz danach
- 1980: Palermo oder Wolfsburg
- 1980: Die Ursache – Regie: Michael Verhoeven (TV)
- 1981: Im Schlaraffenland. Ein Roman unter feinen Leuten – Regie: Fritz Umgelter (TV)
- 1981: Ein Fall für Otto Spalt – Regie: René Perraudin, Uwe Schrader (Kurzfilm)
- 1981: Das Boot
- 1981: Der Mann im Pyjama
- 1981: Kalt wie Eis – Regie: Carl Schenkel
- 1982: Wer spinnt denn da, Herr Doktor?
- 1983: Eine Liebe in Deutschland
- 1986: Rosa Luxemburg
- 1986: Miko – Aus der Gosse zu den Sternen – Regie: Frank Ripploh
- 1986: Caspar David Friedrich – Grenzen der Zeit
- 1987: Die Krimistunde (Fernsehserie, Folge 23, Episode: „Hedwigsruh“)
- 1987: Die Krimistunde (Fernsehserie, Folge 25, Episode: „Wer andern in der Grube gräbt“)
- 1987: Der Himmel über Berlin
- 1987: Wahnfried
- 1987: Zum Beispiel Otto Spalt
- 1988: Der Fahnder: Nebenjob
- 1989: Der Bruch
- 1992: Inge, April und Mai
- 1993: In weiter Ferne, so nah!
- 1994: Das Loch
- 1994: Polizeiruf 110: Totes Gleis
- 1994: Das Traumschiff: Mauritius
- 1995: Das Versprechen
- 1995: Nikolaikirche (TV)
- 1995: Matulla und Busch (TV)
- 1996: Kondom des Grauens
- 1996: Gespräch mit dem Biest
- 1996: Wolffs Revier (Staffel 6 Episode 3) – Eiskalt
- 1996: Abendbrot – Regie: Sören Voigt
- 1997: Comedian Harmonists
- 1998: Polizeiruf 110: Das Wunder von Wustermark
- 1998: Bin ich schön?
- 1998: Untersuchung an Mädeln
- 1999: Der Einstein des Sex
- 2000: Les Misérables – Gefangene des Schicksals
- 2000: Marlene
- 2001: Sass
- 2002: Tödliches Vertrauen
- 2003: Donau, Duna, Dunaj, Dunav, Dunarea – Regie: Goran Rebić
- 2005: Little Spoon – Regie: Régine Provvedi
- 2005: Der Hauptmann von Köpenick – Regie: Matthias Hartmann
- 2005: Polizeiruf 110: Dettmanns weite Welt
- 2005: Tatort – Die Spieler
- 2011: Das Traumschiff: New York, Savannah und Salvador da Bahia
- 2012: Die Schuld der Erben – Regie: Uwe Janson
- 2012: Bis zum Horizont, dann links!
- 2013: SOKO Wien: Familienbande
- 2013: Polizeiruf 110: Vor aller Augen

Als Erzähler
- 1980: Eine Liebe in Deutschland – Regie: Andrzej Wajda
- 1990: Werner – Beinhart! – Regie: Niki List, Gerhard Hahn, Michael Schaack
- 1993: Der olympische Sommer – Regie: Gordian Maugg
- 1997: Die verschwundene Armee – Fünf Kapitel zur Geschichte der Nationalen Volksarmee, Film von Jürgen Eike und Werner Brüssau
- 1998: Der Laden – Regie: Jo Baier (TV)
- 1999: Pop 2000
- 1999: Majestät brauchen Sonne (Stimme Wilhelm II.) – Regie: Peter Schamoni
- 2000: Der Grinch – Regie: Ron Howard
- 2000: Ein Tag im September
- 2000: Preußen – Chronik eines deutschen Staates (Sechsteiler, Erzählerstimme) – Regie: Ute Bönnen, Gerald Endres
- 2001: 100 Pro – Regie: Simon Verhoeven
- 2003: Werner – Gekotzt wird später! – Regie: Michael Schaack, Hayo Freitag
- 2006: Das Parfum – Die Geschichte eines Mörders – Regie: Tom Tykwer
- 2008: Krabat – Regie: Marco Kreuzpaintner
- 2009: Kampf um Germanien (Zweiteiler, Erzählerstimme) – Regie: Christian Twente

## Hörspiele
- 1978: George Tabori: Die 25. Stunde – Regie: George Tabori (RIAS Berlin)
- 1981: George Orwell: Farm der Tiere; RIAS Berlin, 1981; 58 Min.; Regie: Manfred Marchfelder
- 1984: Alfred Behrens: Die Bettelnuss im Kopf – Regie: Alfred Behrens (Hörspiel – HR/NDR/SDR)
- 1985: Ingomar von Kieseritzky: Die Exkursion – Regie: Manfred Marchfelder (Hörspiel – SFB)
- 1986: George Tabori/Jörg Jannings: Erste Nacht letzte Nacht – Regie: Jörg Jannings (RIAS Berlin/NDR)
- 1991: Edgar Hilsenrath: Das Märchen vom letzten Gedanken (Meddah, der Märchenerzähler) – Regie: Peter Groeger (Hörspiel – SFB/HR)
- 1991: Adolf Schröder: Berger und Levin (Werner Berger) – Regie: Bernd Lau (Kriminalhörspiel in sechs Teilen – NDR)
- 1992: Friedrich Gorenstein: Streit um Dostojewski – Regie: Walter Niklaus (Hörspiel – SFB/DS Kultur)
- 1993: Dashiell Hammett: Zwei scharfe Messer – Regie: Hartmut Kirste (Kriminalhörspiel – SDR)
- 1993: Joseph Alois Gleich, Hörspielfassung von Theodor Weißenborn: Udo der Stählerne – Regie: Götz Naleppa (RIAS Berlin)
- 1993: Tankred Dorst: Merlin oder das wüste Land (Der Teufel) – Regie: Walter Adler (Hörspiel – MDR)
- 1996: Das Foucaultsche Pendel (Umberto Eco) Hörspiel auf 3 MC´s, 217 Min; WDR/BR 2
- 1998: Das Wüten der ganzen Welt von und mit Maarten ’t Hart; 162 Min.; BR/RB, Sprecher: Christian Brückner, Vadim Glowna, Otto Sander, u. a.; Regie: Holger Rink
- 1998: Françoise Gerbaulet: Das vergessene Pferd (Pferd) – Regie: Marguerite Gateau (Original-Hörspiel – SFB/HR)
- 1999: Joseph Roth: Hiob (Rabbi) – Regie: Robert Matejka (Hörspiel – MDR)
- 1999: Rolf Gozell: Prinzessin Maria vom Meere – Regie: Wolfgang Rindfleisch (Kinderhörspiel – DLR Berlin)
- 2011: Ulrike Janssen: Vogelherdrecherche – Regie: Ulrike Janssen (Hörspiel – DLF/HR)
- 2012: Hermann Bohlen: Alfred C. – Aus dem Leben eines Getreidehändlers – Regie: Judith Lorentz/Hermann Bohlen (Hörspiel – DKultur/HR)

## Hörbücher
- mit Bruno Ganz: Gustave Flaubert, Iwan S. Turgenjew: Eine Freundschaft in Briefen. MC-Kassette, Audiobook. Kein und Aber, Zürich 1999 ISBN 3-906547-19-1.
- Der Prophet. Song vom Album Weltreise der deutschen Electronica Band Schiller, Zeitgeist (Universal), 2001.
- Briefwechsel Federico Fellini Georges Simenon – Lesung mit Mario Adorf (125 min bei Kein und Aber Records, Zürich 2001) ISBN 978-3-0369-1104-5.
- Schnee auf dem Kilimandscharo, von Ernest Hemingway, MDR Figaro 2004, ISBN 3-89964-069-1.
- Otto Sander liest Fontane. live. Brandenburgisches Literaturbüro, Potsdam 2004, ISBN 978-3-930752-31-7.
- Weltliteratur für Kinder: Wilhelm Tell. Nach Friedrich Schiller. Neu erzählt von Barbara Kindermann. Hörcompany GmbH, Hamburg, 2005. ISBN 978-3-935036-74-0.[9]
- Otto Sander liest Montaigne. Essais und Tagebuch der Reise. Eichborn Verlag, 2005, ISBN 3-8218-5395-6.
- Otto Sander liest Bukowski. Für eine Hörspiel-Reihe der SZ (Bibliothek der Erzähler) liest Sander Kaputt in Hollywood. Süddeutsche Zeitung 2006 ISBN 978-3-86615-360-8.
- Ritter und Raben. (Balladen). Otto Sander und das Oakmusic Ensemble. Patmos-Verlag, 2007.
- Barclay und Felipe. Hörspiel von Peter Eckhart Reichel mit Otto Sander und Manfred Steffen. hoerbuchedition words & music, 2007, ISBN 978-3-9811778-0-0. (Nominierung: Deutscher Hörbuchpreis 2008 in der Kategorie: Beste Fiktion).
- Die 10 Gebote (Musical) als Stimme Gottes. CD 2009.
- Der Hundertjährige, der aus dem Fenster stieg und verschwand. Der Hörverlag 2013, ISBN 978-3-86717-956-0.
- Otto Sander liest Oscar Wilde: Das Gespenst von Canterville. Eichborn-Verlag, ISBN 3-906547-34-5, EFA Medien Nr. 22766-2.
- Drohung bei Mondlicht von Patrick Hamilton, Kriminalhörspiel zus. mit Eberhard Esche, Jürgen Hentsch und Gudrun Ritter, Regie: Klaus Zippel, 57 Min CD, MDR 1992 / ZYX Music 2018, ISBN 978-3-95995-202-6.

## Auszeichnungen und Ehrung
- 1979: Deutscher Kritikerpreis
- 1980 und 1989: Deutscher Darstellerpreis
- 1982: Ernst-Lubitsch-Preis für Der Mann im Pyjama
- 1995: Adolf-Grimme-Preis mit Gold für Polizeiruf 110: Totes Gleis (zusammen mit Bernd Böhlich, Leo P. Ard, Michael Illner und Ben Becker)
- 1997: Berliner Bär (B.Z.-Kulturpreis)
- 1999: Schauspieler des Jahres in der Kritikerumfrage der Zeitschrift Theater heute
- 2008: Berlinale Kamera (Lebenswerk)[10]
- 2009: Praxisstipendiat in der Deutschen Akademie Rom Villa Massimo[11]
- 2010: Deutscher Vorlesepreis (Lesewerk-Preis)
- 2012: Ehrenpreis Goldener Ochse auf dem filmkunstfest Mecklenburg-Vorpommern
- 2012: Preis für Schauspielkunst beim Festival des deutschen Films[12]
- 2014: Stern auf dem Boulevard der Stars in Berlin

In Bochum wurde 2015 ein kleiner Platz zwischen Südring und „Bermudadreieck“ nach ihm bemannt. Bei der Einweihung waren seine Witwe Monika Hansen und sein Ziehsohn Ben Becker anwesend.